# 川越観光自動車
川越観光自動車株式会社（かわごえかんこうじどうしゃ、英: KAWAGOE Motor Corp.）は、東武鉄道グループのバス事業者で、埼玉県中部を中心としたエリアで多数の路線バスや市町村コミュニティバスを手がける。路線バスではPASMOが利用できる（高速バスを除く）。
同社のバス事業はバス停表記や車内アナウンスを含めて「川越観光バス」の名称が使われている。

## 概要

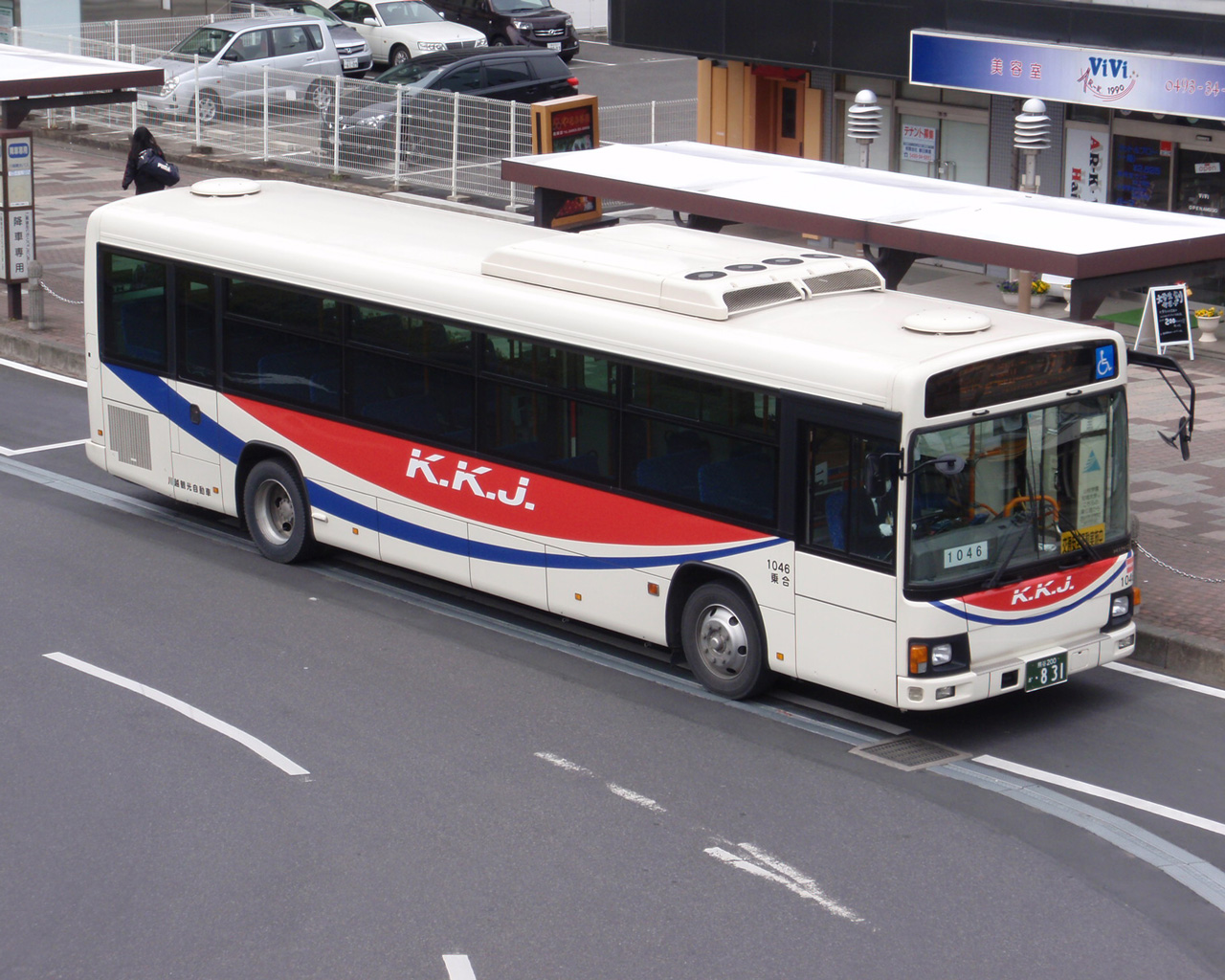
路線バス（1046号車）

現行会社の設立から東武鉄道が関わる直系の子会社で、連結子会社となっている。2003年（平成15年）に東武グループの再編が行われ、東武鉄道の子会社としては朝日自動車を統括とした朝日自動車グループに含まれることになったが、車両の塗装や車両の貸出などから両社の結びつきは少なくとも路線バス事業に参入した1998年からある。
元々は社名の通り埼玉県川越市に本社を置く観光バス会社であったが、旧東武バス（東武鉄道バス事業本部）のエリア整理進行に伴って路線を継承する形で1998年（平成10年）に路線バス事業に移行し、現在は路線バスが主な事業になっている。川越市へは空港連絡バスで乗り入れる以外は一部の路線に途中バス停があるのみとなっている。
埼玉県より、国民保護法に基づく指定地方公共機関に指定されている。

## 沿革
- 1933年（昭和8年）8月3日 - 川越自動車合資会社設立[3][4][5]。
- 1951年（昭和26年） - 松山営業所（のちの東松山営業所）開設。
- 1962年（昭和37年） - 東武鉄道グループ化。
- 1966年（昭和41年）8月4日 - 川越観光自動車株式会社設立[4][5]。
- 1966年（昭和41年）11月1日 - 川越観光自動車と川越自動車が合併[3][4][5]。
- 1998年（平成10年）4月1日 - 一般乗合旅客運送事業（路線バス事業）営業開始[5]。
- 1998年（平成10年）5月14日 - 旅行業事業廃止
- 1998年（平成10年） - 同社初のCNGバス運行開始。
- 2001年（平成13年）3月31日 - 観光バス事業営業終了[6]。
- 2001年（平成13年） - 全国初のCNG中型ノンステップバス運行開始。
- 2001年（平成13年） - 旅行代理店との船車券契約解除。
- 2002年（平成14年）4月1日 - 森林公園営業所開設。
- 2003年（平成15年） - 同社初の路線用ノンステップバス運行開始。
- 2005年（平成17年）5月18日 - 「坂戸・川越〜成田空港線」が開業し、高速バスに参入。
- 2008年（平成20年）9月13日 - 管内一般路線バスにPASMO導入。
- 2022年（令和4年）3月1日 - 管内一般路線バスおよび東松山市・桶川市の各市内循環バスにバスロケーションシステム導入。
- 2022年（令和4年）5月28日 - 関越交通の運行する「尾瀬号（バスタ新宿・川越駅〜尾瀬戸倉・大清水線）」に参入し、共同運行を開始。
- 2024年（令和6年）7月1日 - 成田空港線高速バスにプラズマイオンクラスター発生装置や各座席にUSBポートを設置した新車を2台導入。

川越観光自動車のルーツは1933年に埼玉県川越市に設立された観光バス会社「川越自動車合資会社」で、1962年に東武鉄道傘下となった。一方、1966年には東武鉄道が「川越観光自動車」を設立。両社は1966年11月1日に合併している。
貸切バス専業時代（観光バス会社）時代は、観光バス事業と旅行業を行っており、川越市仙波町・東松山市箭弓町に営業所・車庫を、東松山駅・鶴瀬駅に旅行案内所を構えており、当時から川越・東松山周辺が営業エリアであった。長らく観光バス会社として運営されてきたが、2000年2月に施行される貸切バス事業の規制緩和によって競争が激化することが危惧されていたため、東武鉄道では東武バスやグループ会社の観光バス事業の縮小を進めることになり、観光バス専業であった川越観光自動車においては規制緩和に先立ち、1998年4月に一般乗合旅客運送事業（路線バス事業）に参入し、東武バスから越生・北本地区の3路線の移管を受けて路線バスの運行を開始するとともに、観光バス事業を順次縮小させ、2001年3月で観光バス事業は廃止となった。
観光バス事業を行っていた時代と現在とは会社の性質が異なっており、当時は自治体や開発事業者などによるいわば補助金によって赤字分が補填される路線が東武バスから移管され運行を行っていたため、東武バスの運行エリア内に路線が存在するなど独自の運行エリアを持たなかった。その後も東武バスの事業縮小に伴い、東武バスからの路線移管や独自の新路線の開設が行われていたが、2002年4月には東武バス森林公園出張所の移管により森林公園営業所を開設し、同所や周辺営業所などが受け持っていた坂戸市・東松山市・小川町・北本市などの広大な運行エリアを全て受け持つ事により一挙に路線と車両数が増大した。また同時に川越・東松山の両営業所は森林公園営業所へ統合する形で移転閉鎖となった。

## 営業所
- 森林公園営業所 （車庫）
  - 埼玉県比企郡滑川町羽尾3897-3 (森林公園駅前)

### 廃止・休止営業所
- 川越営業所 （車庫） - 2002年3月廃止
  - 埼玉県川越市仙波町2-9-21
- 東松山営業所 （車庫） - 2002年3月廃止
  - 埼玉県東松山市箭弓町1-12-11（現在は東上不動産がピタットハウス東松山店として車庫建物を利用）
- 東松山駅旅行案内所
  - 埼玉県東松山市、東松山駅構内
- 鶴瀬駅旅行案内所
  - 埼玉県富士見市、鶴瀬駅構内（建物はそのまま現存している）

## エリア
埼玉県東松山市、坂戸市、鴻巣市、北本市、桶川市周辺など埼玉県中部を中心とした幅広い地域に路線網を持つ。この地域は1970年代以降、東京のベッドタウンとして建設された新興住宅団地が多い地域で、北本団地、鳩山ニュータウン、小川パークヒル、東松山マイタウン、パークタウン五領、高坂ニュータウン、小川みどりが丘、坂戸ニューシティにっさい、うらら花高坂（開発順）に代表されるような駅から郊外の住宅団地へ向かう路線が路線網の大半を占めているのが特徴のひとつと言える。また、過去には和光市や上尾市のコミュニティバスも担当していた。
会社名に「川越観光」と入っているが、これは前述の通り貸切専業時代の名残であり、現在川越市内を通る路線は「坂戸・川越 - 成田空港」の空港高速バスのみである。
なお、一部区間では東武バスウエスト（川越営業事務所、坂戸営業所）、国際興業バス（飯能営業所）、朝日バス（加須営業所）、国際十王バス（熊谷営業所）と路線が重複しており、2024年9月24日からは、国際十王の一部路線で共同運行している。
臨時バス運行時には、東武バスウエスト（主に川越営業事務所、坂戸営業所、新座営業所）から応援バスが入ることがある。なお、過去には朝日自動車や国際十王交通から応援が来たこともあるが現在は行われていない（当社から国際十王交通への応援は頻繁に行われている）。
その他、本田技研工業小川工場・寄居工場の従業員輸送もイーグルバスとともに引き受けている。

### 一般路線・受託路線の営業地域
川越市　東松山市　鴻巣市　桶川市　北本市

坂戸市　日高市　熊谷市

入間郡：毛呂山町　越生町

比企郡：鳩山町　滑川町　吉見町　小川町

また、高速バス（空港連絡バス）により千葉県の成田国際空港にも乗り入れている。

## 車両
2016年8月25日現在、一般乗合車83台、高速乗合車5台、貸切車7台が在籍する。

### 路線バス
- 路線バスの塗装デザインは、白地に赤い楕円を施した塗装に川越観光自動車（Kawagoe Kanko Jidosya）の略称を示す「K.K.J.」のロゴマークが描かれたデザインが採用されていたが、高速乗合車に続き、2025年の新車から略称ロゴを廃し、1段目「KAWAGOE」/2段目「KANKO」表記（上下の位置はずらしてあり、1段目は「KAW」・2段目は「O」が外側にはみ出している。高速路線車の側面表示と同じ）に変更された[8]。この塗装は1998年に川越観光バスが路線バスの運行を開始するにあたり、朝日バスとほぼ同時期に揃って採用したものである。現在ではこの2社の他にも同じ東武グループのバス会社である国際十王交通、及び関越交通（群馬県）・日光交通（栃木県）の一部の車両でも採用されている。なお、川越観光自動車に限っては側面後部に書かれた会社名が紺色もしくは黒色で書かれているなど他社と細かい違いがある（他社は斜線文字に銀色）。社名表記はかつて一部車両のみ「川越観光」表記だったことがあったが、現在は「川越観光自動車」に統一されている。
- 車両メーカーは、貸切専業時代から日野自動車製といすゞ自動車製のバスを採用している。以前は日産ディーゼル（当時、現「UDトラックス」）製車両も在籍していたが、現在は日野・いすゞの2社製のみである。
- 路線車は小型車両3014号車を除きほとんどの車両行先表示案内器がLED方式となっている。

大型車
- 大型路線車は、社番に1000番台のものが該当する。
- 大型路線車は新車導入数が少ないものの、2003年にいすゞ・エルガが6台（ノンステップバス、除籍済み）と、2005年2月に日野・ブルーリボンシティが2台（ワンステップバス）、2005年に日野・ブルーリボンIIの2台といすゞ・エルガ2台（いずれもワンステップバス）、さらに2006年にもいすゞ・エルガ2台と日野・ブルーリボンII（ワンステップバス）が2台、2007年に日野・ブルーリボンII（ノンステップバス）が1台、2008年に日野・ブルーリボンII（ワンステップバス）がそれぞれ新車として導入され、現在17台が在籍する。
- 2005年以降に導入したブルーリボンII・エルガのワンステップ・ノンステップ車については、ボタン式オートマチック車となった。1041号車以降については、車内のポールにオレンジポールが採用されているほか、2005年、2006年導入車はいずれもワンステップ車である。2007年には4年ぶりとなるノンステップ車（ブルーリボンII、社番1045号車）が導入された。1045号車は川越観光バスで初めての標準ノンステップ認定仕様車である。
- 2008年に導入した1046（ブルーリボンII）はホイールベース5.8mのワンステップ車である。車内は右側が2列シート、全席シートベルト付で、前中扉ながらワンロマ仕様となっている。また屋根には前後にベンチレーターが装備されている。
- 1038、1039、1040号車は西武文理のラッピングを車体に施しており、これら3両は西武学園文理線に集中的に運用に入るが、西武学園文理線運休の日はもちろん、西武学園文理線が運行されている日でも他路線の運用に入ることもある。
- 2018年に大型車としては10年ぶりに導入された1047号車は、日野・ブルーリボンハイブリッド車となっている。「Hybrid」のロゴマークが前後左右に表示されており、2020年東京オリンピック記念ナンバープレートの希望ナンバー「20-20」（2020年）である。ハイブリッド車は2020年に1台、2022年に1台がそれぞれ増備されており、2022年現在は3台（1047・1048・1050号車）が在籍する。
- 2021年にはいすゞ・エルガのディーゼル車、1049号車が投入された。ディーゼル車は2022年にも1台（1051号車）が増備されている。

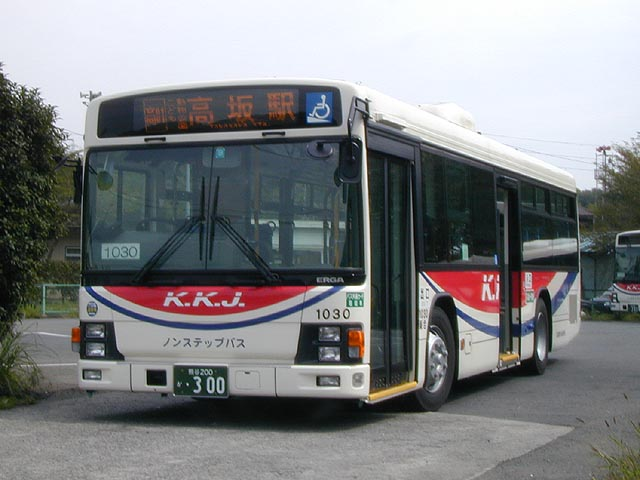
1030 いすゞエルガ KL-LV280L1改
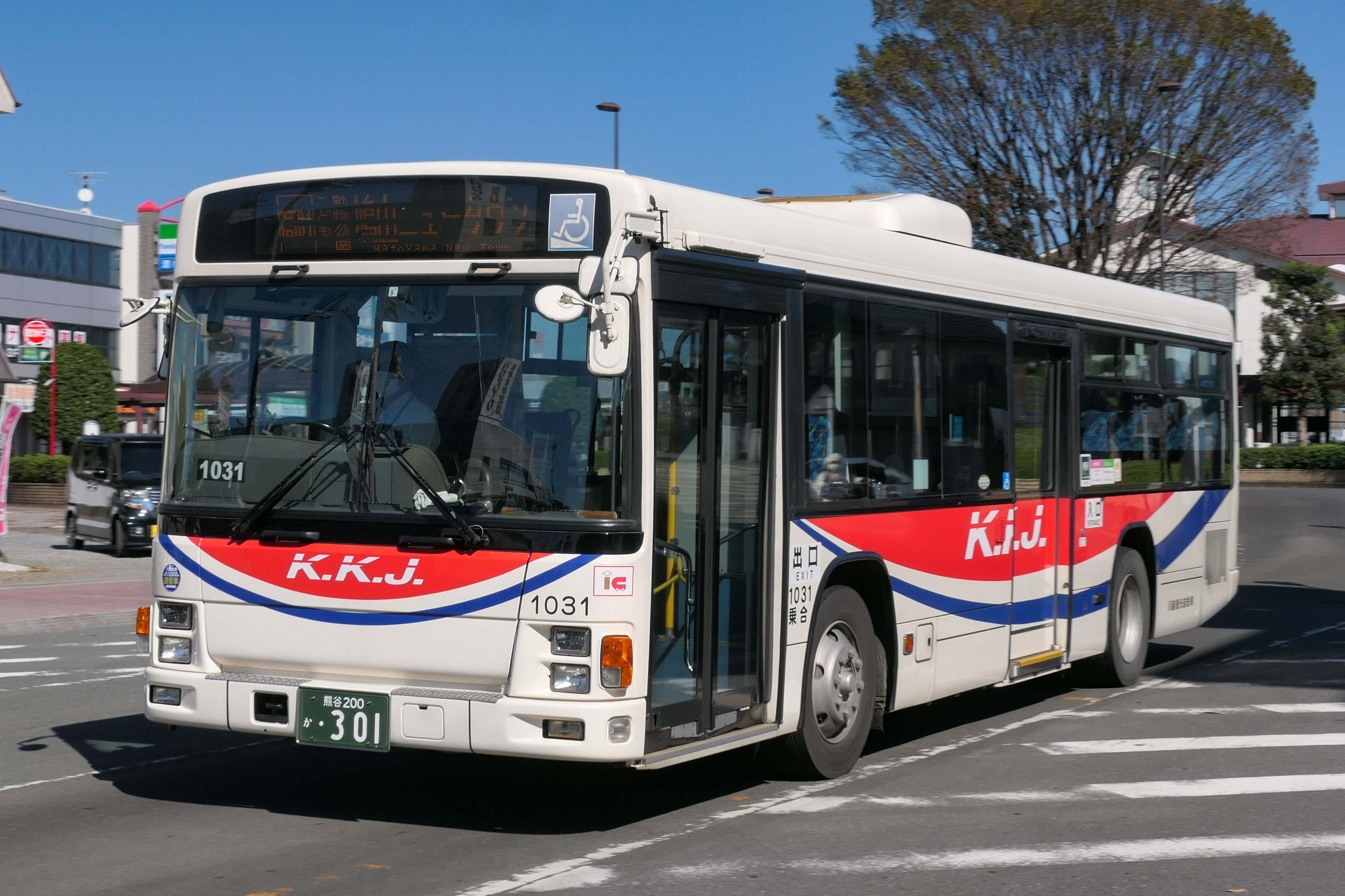
1031 いすゞエルガ KL-LV280L1改(ヘッドライト周りが白く塗装されている)
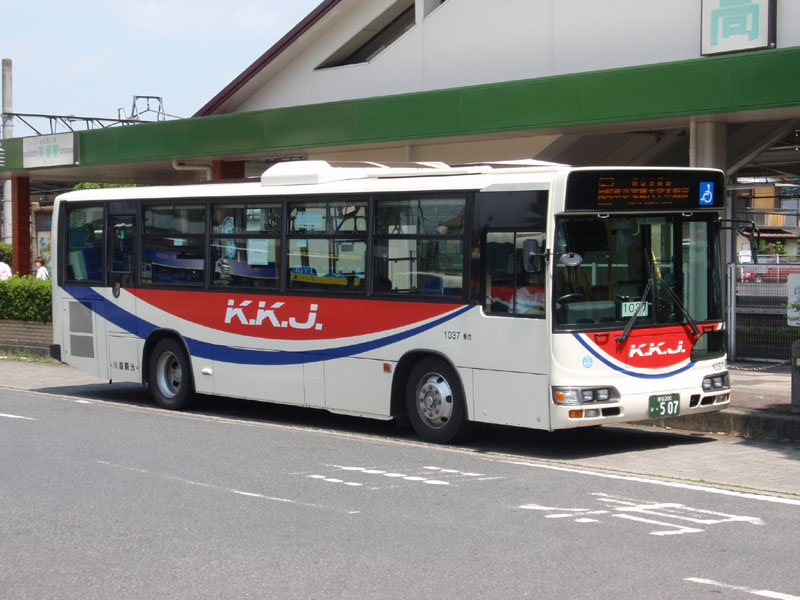
1037 日野ブルーリボンシティ KL-HU2PMEA
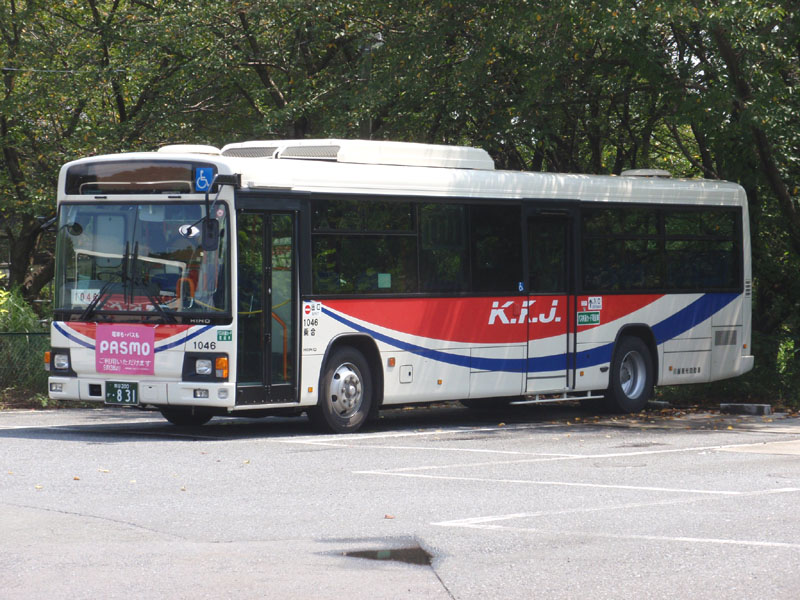
1046 日野ブルーリボンII PDG-KV234Q2(ワンロマ仕様車)

中型車
- 中型路線車は、社番に2000番台のものが該当し、日野・レインボー と、いすゞ・エルガミオ が在籍する。
- 桶川市循環バス（べにばなGO）用としていすゞエルガミオCNG（天然ガス自動車）ノンステップバス（2067号）が使用されている。現在の車両は2009年に登場した2代目で、初代に使用されていた日産ディーゼル（当時、現「UDトラックス」）製（車体は西日本車体工業製）CNGノンステップ車両（2027号車）は2009年に路線塗装へ変更のうえ一般路線で使用されていたが2014年に除籍されている（詳細は後述）。
- 同社に所属していた日野・レインボーワンステップ車（2028、2029、2035、2036、2038）は、国際十王交通2166〜2170号車として移籍した。
- 2003年（平成15年）の排気ガス規制強化に伴う東武移籍大型車の代替として中型車両が多数導入された。この導入以降、中型車はすべてオートマチック・ワンステップ車となっている。当初、中型車は日野・レインボーワンステップを導入していたが、ジェイ・バス統合後導入の中型車はいすゞエルガミオワンステップとなり一時期は主力車種であったが、除籍が進み現在では最終期に導入されたワンロマ仕様車などが残るのみとなった。
- 2009年より、中型車でも一般路線用にノンステップバスを導入開始した。いすゞ・エルガミオ及び日野・レインボーII（いずれも標準ノンステップ認定仕様車）の社2067以降が該当する（2016年8月現在）。このうち社2067号車は前述の通り桶川市内循環バス用で、同社唯一のCNGノンステップバスでもある。2019年導入車（2105～2109号車）に限り、全車2020年東京オリンピック記念ナンバープレートの希望ナンバー「20-20」で統一されている。

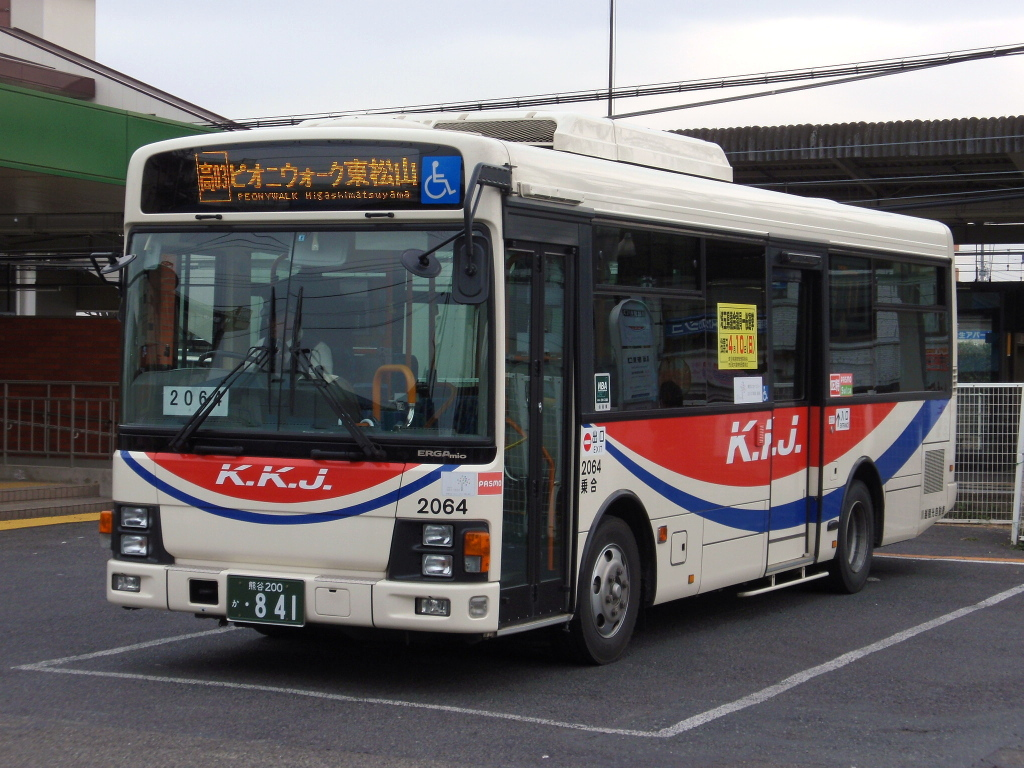
2064 いすゞエルガミオ PDG-LR234J2(ワンステップ仕様)
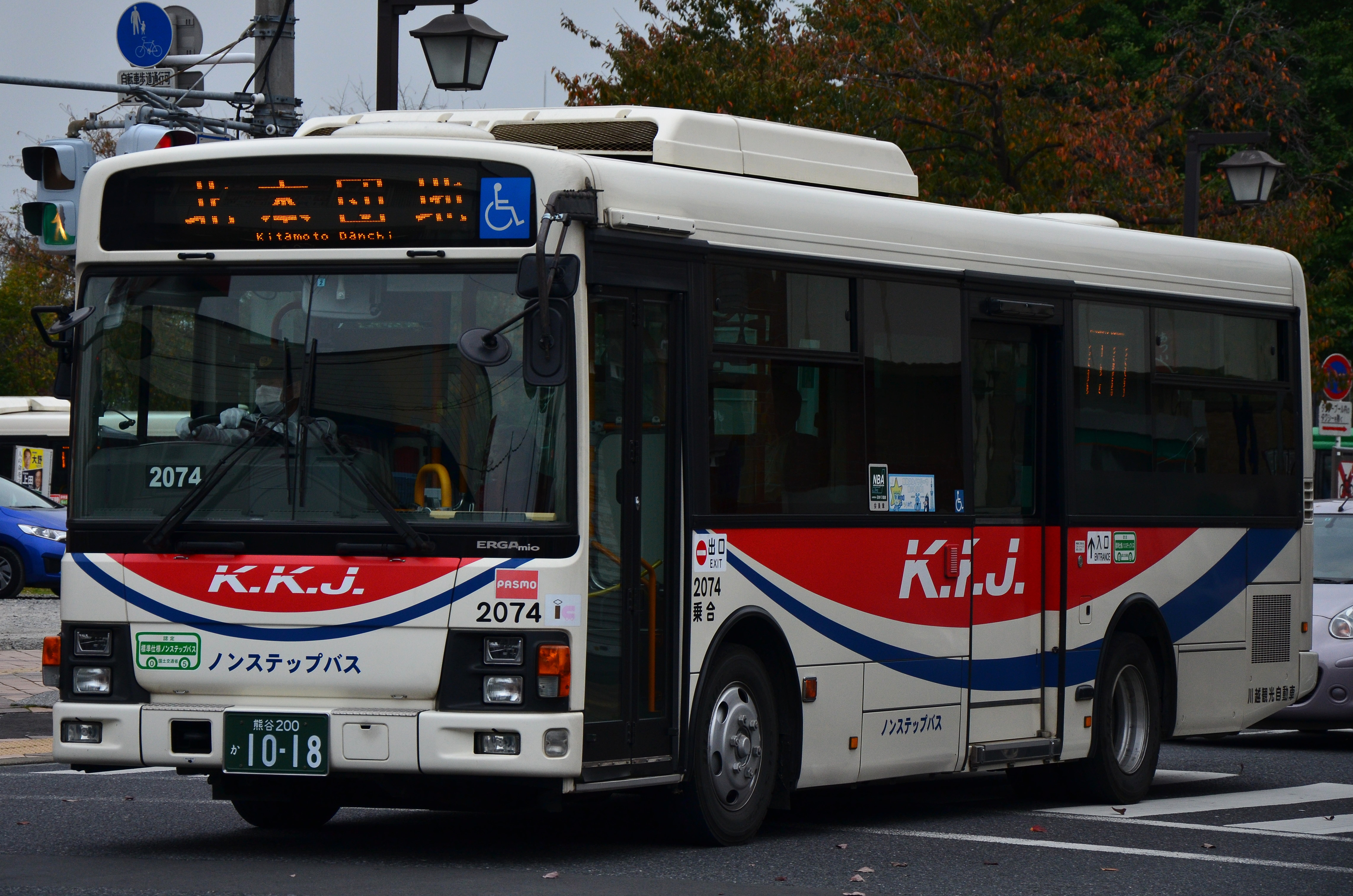
2074 いすゞエルガミオ PDG-LR234J2(ノンステップ仕様)
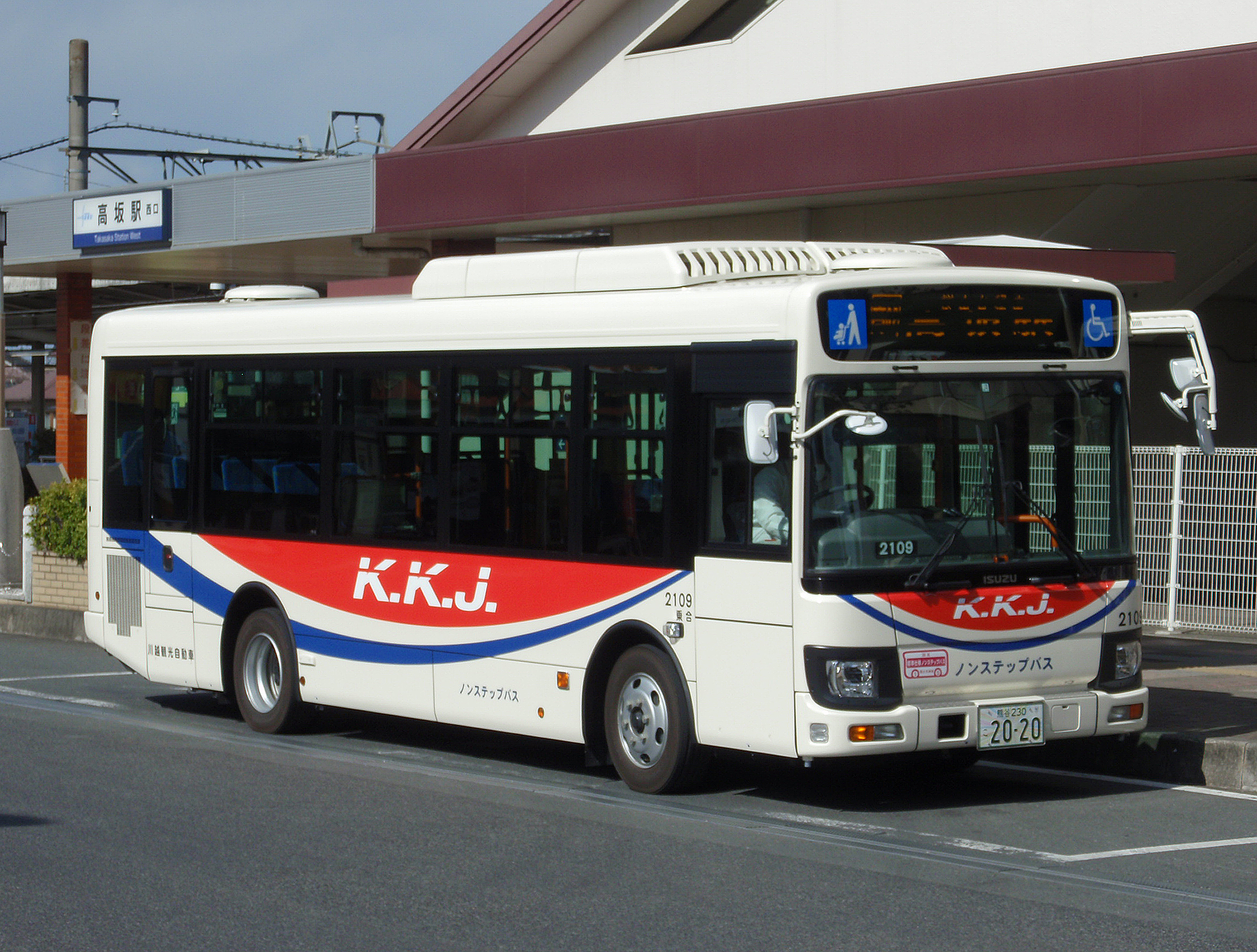
2109 いすゞエルガミオ 2KG-LR290J3(オリンピックナンバー)

小型車
- 小型路線車は、社番に3000番台が付与されている5台が該当する。小型貸切車については貸切バスの項目を参照のこと。
- 東松山市内循環バス用に日野・ポンチョロングボディのノンステップバスが3台在籍する。新3001・新3002・新3003号車が該当する。但し、車輌に表記されている社番とフロントに表示されている社番が異なる。
  - 3014号車は朝日自動車より移籍した日野リエッセで白1色（登録番号 熊谷200あ353）。循環バス共通予備車として通常は車庫内で待機していることがある。行先方向表示器については川越観光で唯一の方向幕式車両となっている。また、フロントには貸切専業時代見られた筆記体ロゴが付けられている。
  - 2014年には東武バスセントラルより移籍したリフト付きの日野リエッセ社3015号車（登録番号　熊谷200か1295。東武バス時代の社番は9778号車）が循環バス共通予備車として導入された。ICカード対応改造を受けている。川越観光で唯一のリフト付きバスでもある。

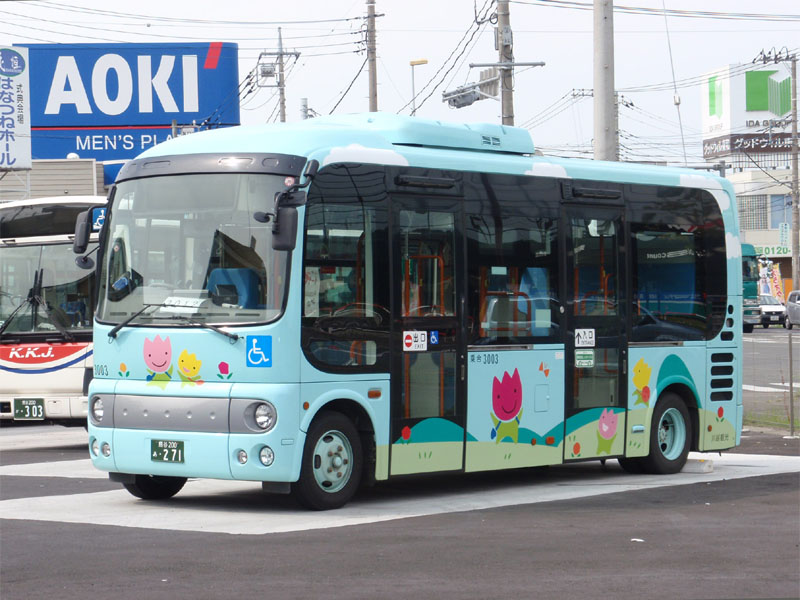
3003（東松山市内循環バス）日野ポンチョ
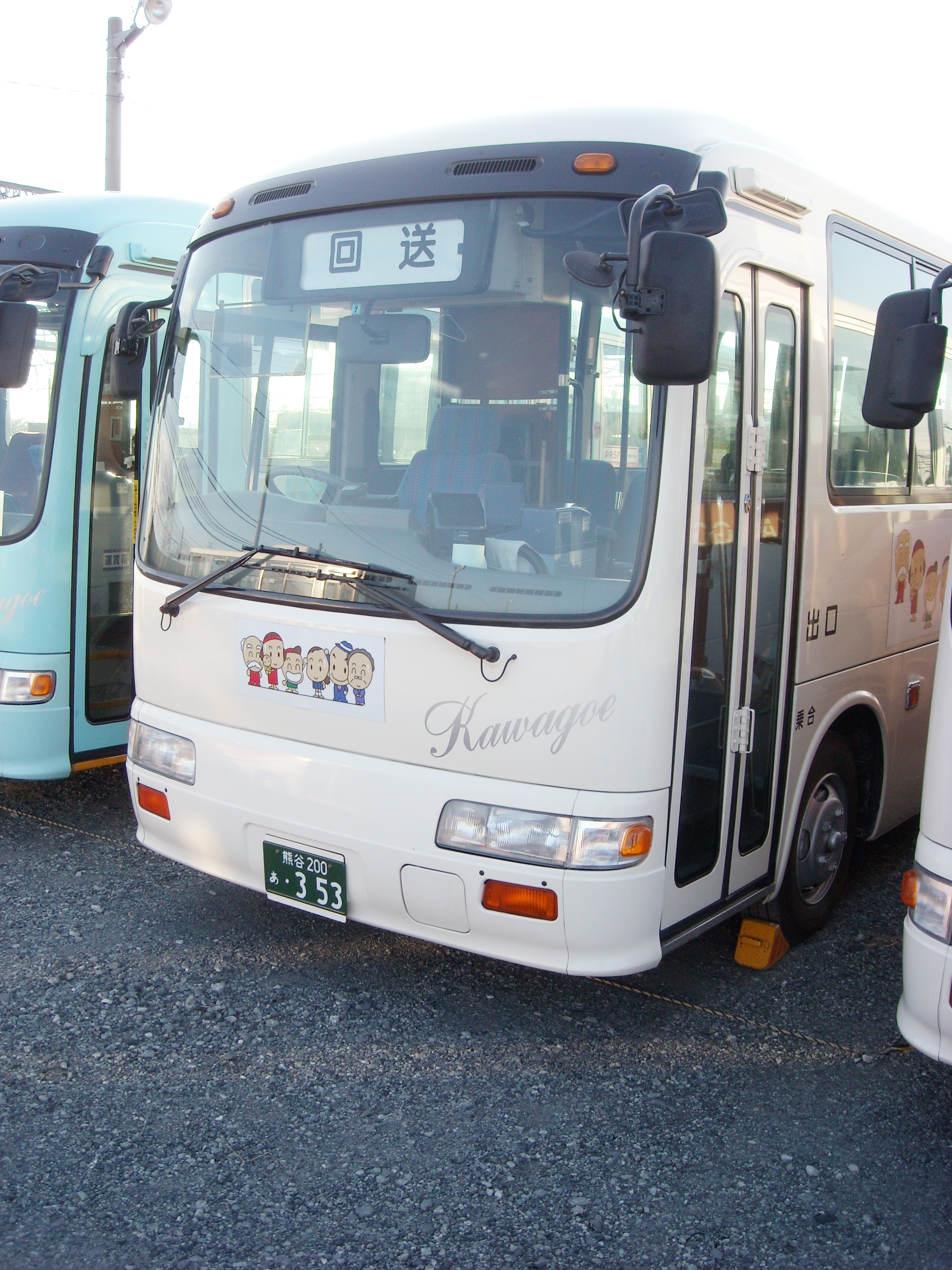
3014 小型乗合車

### 高速バス
- 高速車は、社番に5000番台のものが該当する。
- 塗装は東武グループの貸切バスの共通塗装で、側面社名表記は貸切観光バス時代と同じ二段重ねでの「KAWAGOE KANKO」と表記されているが、正面及び後部の表記に限っては貸切観光バスの在籍した筆記体ロゴと異なり「K.K.J.」と表記されていたが、2024年の新車から全面「KAWAGOE KANKO」に統一された。
- 2005年（平成17年）5月の成田空港高速バス開業に合わせ、日野セレガR・スーパーハイデッカーが新車2台と予備車1台（東北急行バスより移籍）が投入され、東武グループ貸切色の川越観光の大型貸切車両が久々に復活した。
- 2005年（平成17年）12月26日の増発に合わせ、新型日野セレガ1台ハイデッカー、5004号車が導入されている。
- 2007年（平成19年）9月に、前述のいすゞ・スーパークルーザーのU-LV771R、5003号車を除籍。それに伴い新型いすゞガーラ1台ハイデッカー、5005号車が導入されている。さらに後年日野セレガハイデッカー5006号車も導入され高速乗合車は5台体制となった。

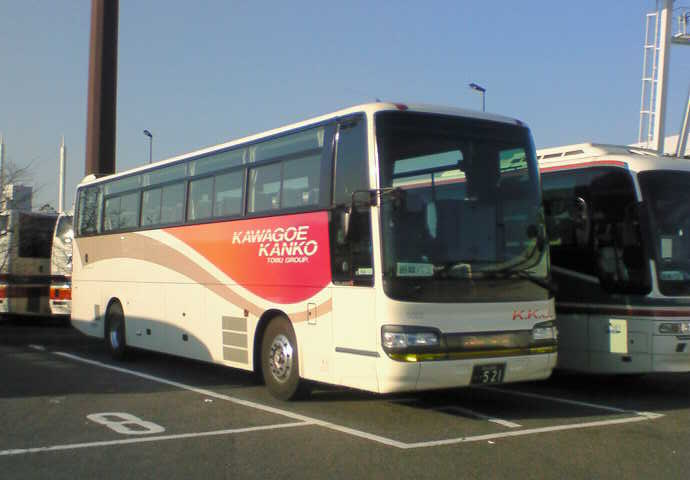
5002（高速バス用）日野セレガ

### 貸切バス
- 現在、純粋な貸切車として大型車2台（社番835・837号車）、中型車4台（社番832〜834・838号車）が在籍している。
- 以前は社名の通り貸切専業バス会社として大型貸切車両も保有していたが、森林公園営業所発足を前に路線バス事業をメインとすることから大型貸切車両は全て廃止された。貸切専業時代は0から始まる4桁の社番を付与していた。
- 2009年には小型貸切車の日野リエッセ・トップドアが久々に導入された。社番828号車（登録番号：熊谷200あ326）と、この車から純粋な貸切車についてそれまでの0から始まる4桁の番号付与方式ではなく、3桁の番号付与方式となったが、2013年に除籍された。
- 2009年には中型貸切車両、社番829号車日野セレガショート（KC-RU1JHCB、熊谷200か960）も1台導入された(2013年除籍）中型貸切車両の導入は8年ぶりであった。
- 2013年8月には観光バス事業廃止以来12年ぶりに大型貸切車2両が導入された。いずれも基本的に本田技研工業の従業員輸送用で、社830号車日野セレガU-RU3FSAB（熊谷200か1208　元日光交通131号車　日光交通時代登録番号宇都宮200か861）及び社831号車いすゞU-LV771R（熊谷200か1210・富士重工HD-II車体　元日光交通133号車・日光交通時代登録番号宇都宮200か960）が導入された。このうち社831号車は2015年に除籍となり、代替として国際十王交通より社835号車いすゞガーラKC-LV782R1（熊谷200か1378）が移籍している。社835号車は川越観光バス唯一のV12エンジン搭載車でもある。
- 2014年には貸切バス専業時代以来16年ぶりとなる新造貸切車両が導入された。社832号車〜834号車でいずれも日野SDG-RR7JJCAメルファ（熊谷200か1297〜1299）。メルファは2016年にも社836号車（熊谷200か1452）が1台追加導入されているが、こちらは東武バスからの中古車両である。
- 2018年には日野セレガ2TG-RU1ASDA(社837)を1台、2019年には日野メルファ2DG-RR2AJDA(社838)を1台導入している。

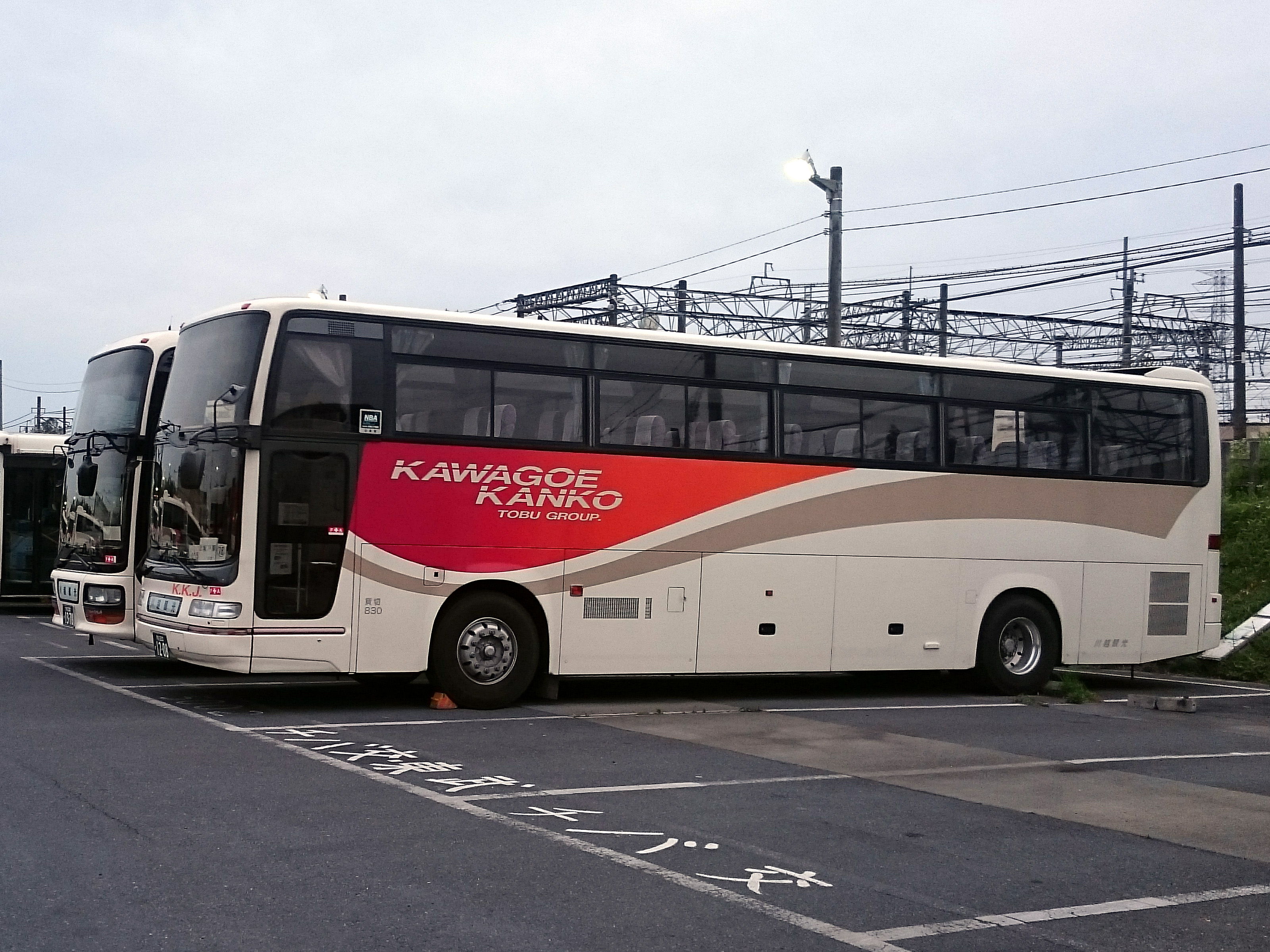
大型貸切車両　社830・835号車（許可を得て撮影）
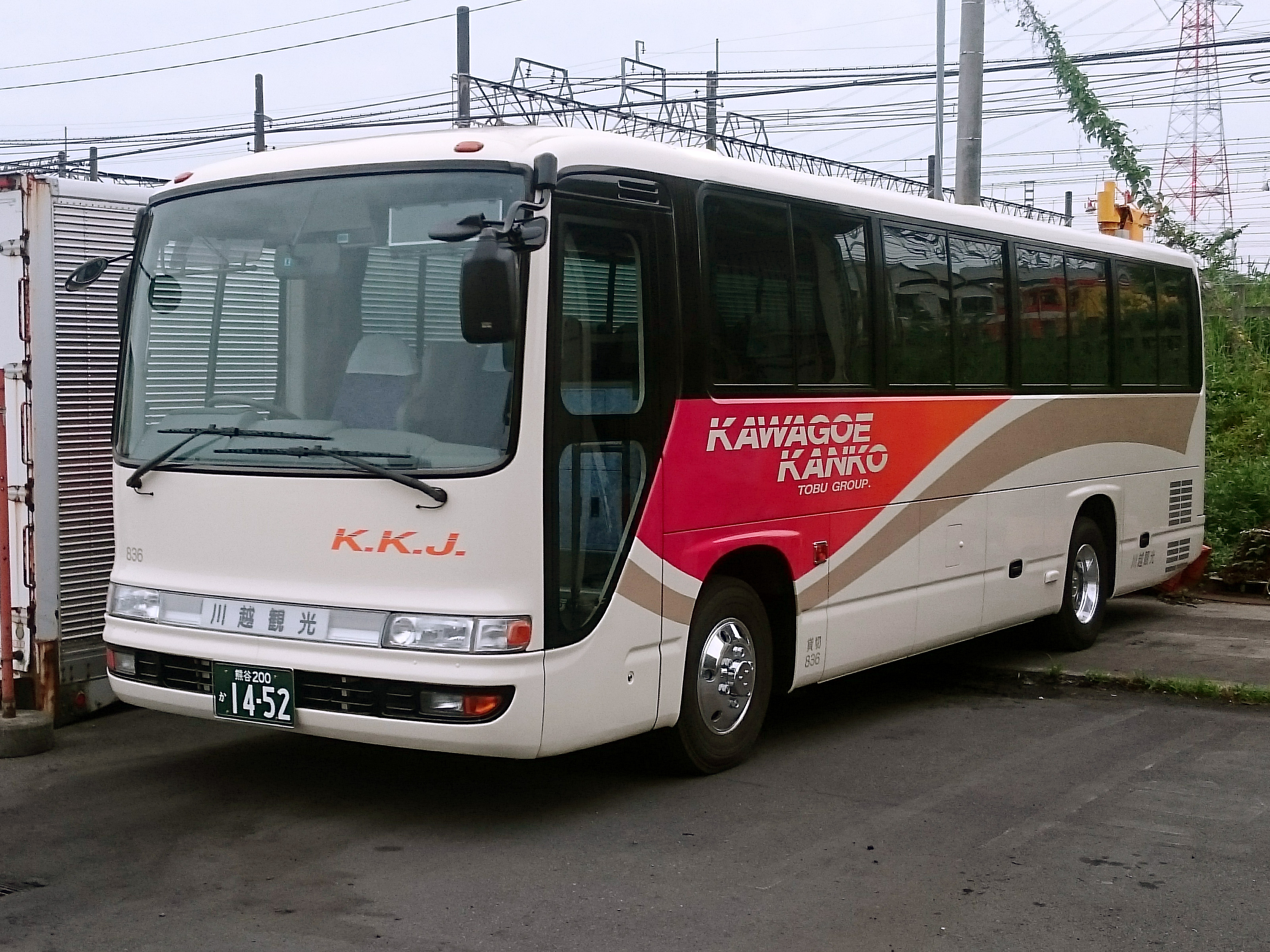
中型貸切車　社836号車（許可を得て撮影）
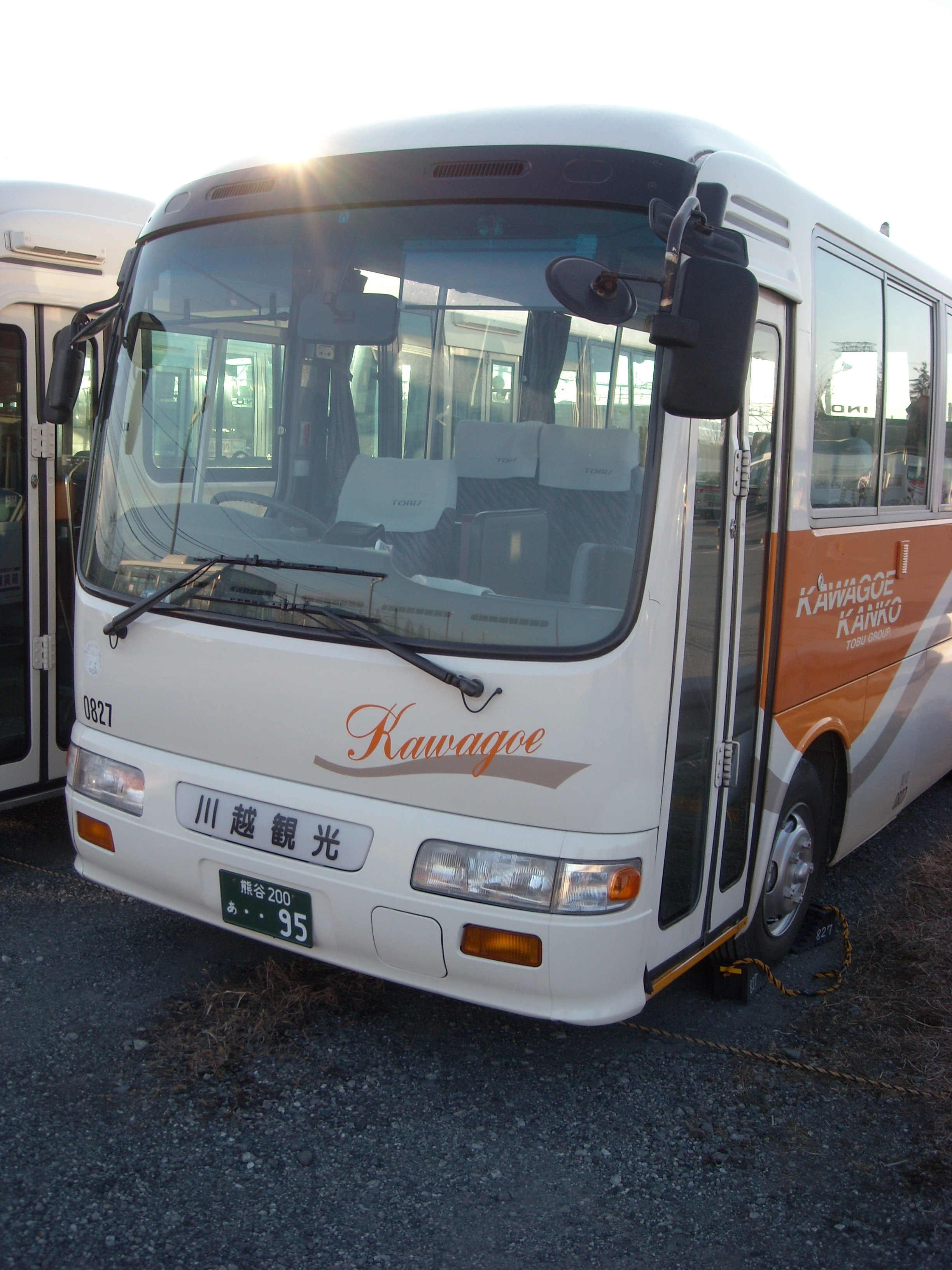
0827 小型貸切車

### 社番
| 2    | 065      |
| ---- | -------- |
| 記号 | 固有番号 |

- 記号
1000番台…大型路線車
2000番台…中型路線車
3000番台…小型路線車
5000番台…高速車
- 固有番号
  - 001から999までの連番

上記の法則により、「2065」は中型路線車の065号車ということになる。

## 社番の付与方法について
- 社番の付与方法については、2002年の森林公園営業所発足前と発足後では異なる。
- 森林公園営業所発足前、旧川越営業所と旧東松山営業所に在籍した貸切車については2桁、路線車については当初3桁の100番台が付与されていた[5]。しかし、その後4桁の社番（年式2桁＋導入順2桁の番号）を付与することとなる。この体制は東松山営業所・川越営業所が廃止される2002年（平成14年）3月まで続いた。
- 2002年4月の森林公園営業所発足後は、前述の通り、大型車が1000番台、中型車が2000番台、小型車が3000番台、高速車が5000番台のようにほとんどが統一されることとなるが、当時存在した西武文理線専用車両と小型貸切車は改番されず0から始まる4桁社番が付与されていた。但し、2009年以降導入の貸切車に対しては0から始まる4桁の社番ではなく3桁社番が付与されるようになっている。

## 除籍車両

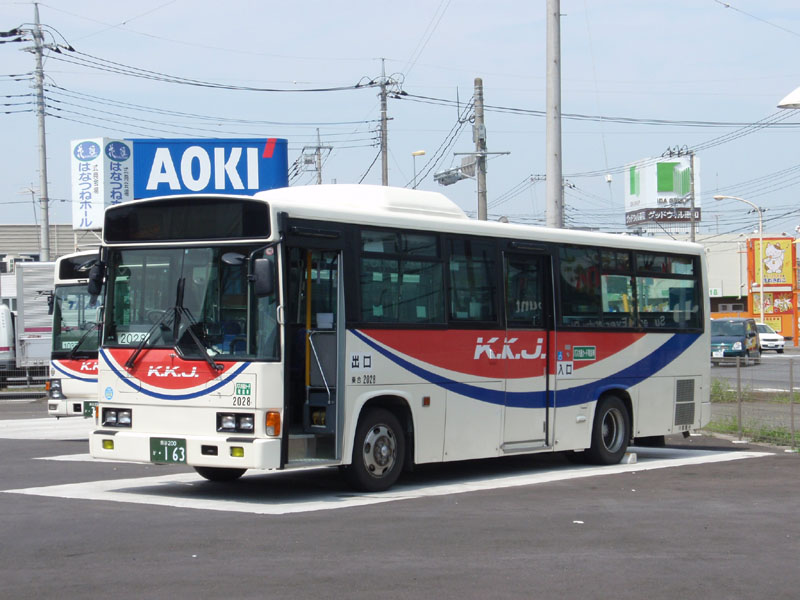
東武バス森林公園出張所は全車日野車が配置されていたが、移管時には所属していた大型車の多くが転出し、代わりに他営業所から集められた低年式の車両が川越観光に移籍となったため東武バス森林公園出張所所属車で川越観光に移籍した大型車は28台中わずか7台であった。東武バスから移籍した大型車は日野車（全車日野・ブルーリボン・U-HT2MMAA）といすゞ車（全車いすゞ・キュービック富士重工7E車体・U-LV324L）が半々程度だったが、中型車は東武バスからの移籍車両が全車とも日野車に揃えられた。移籍後は東武バスカラーに東武バスのロゴマーク部分に「川越観光」のステッカーを貼り付けて対応したが、大型車は後述の0321〜0324号車を除き全車ともに廃車まで塗装変更はされなかった。なお1027号車に限っては東武バス時代に森林公園営業所エリア内のラッピング広告車であったため、同年式前後の所属車両が東武バスの他営業所に転属したなかで川越観光バスに移籍した異例の存在である。比較的年式が新しかったこともあり移籍大型車の中では唯一、方向幕をLED表示器に改造され他の大型車が置き換えられていく中、2006年にラッピング広告が解除となった後も、2008年春まで活躍した。
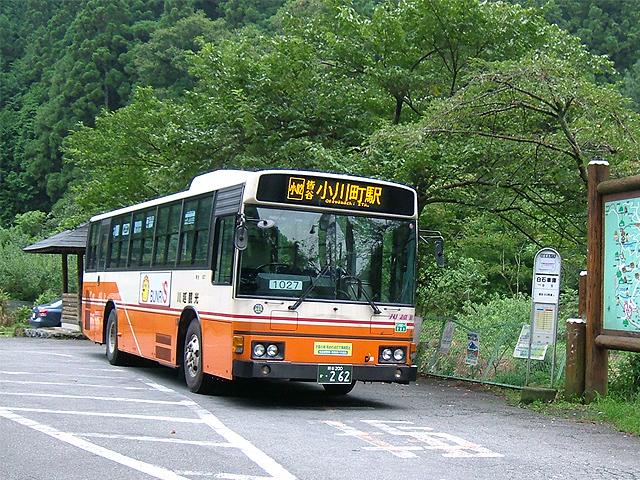
なお、森林公園営業所発足時直前に国際ハイヤー（現国際十王交通）から2台のU-LV324Lが移籍し（いずれも元東武バス車両）森林公園営業所開設に伴う乗務員訓練用車両として使用された後、1028、1029号車として在籍していたが、予備車としての性格が強く2003年11月に廃車となった。
  - 森林公園営業所開設に伴う乗務員訓練用車両としては、茨城急行バスから日野ブルーリボンP-HT235も移籍し使用されたが、営業運転には用いられること無く2002年4月に廃車となっている。
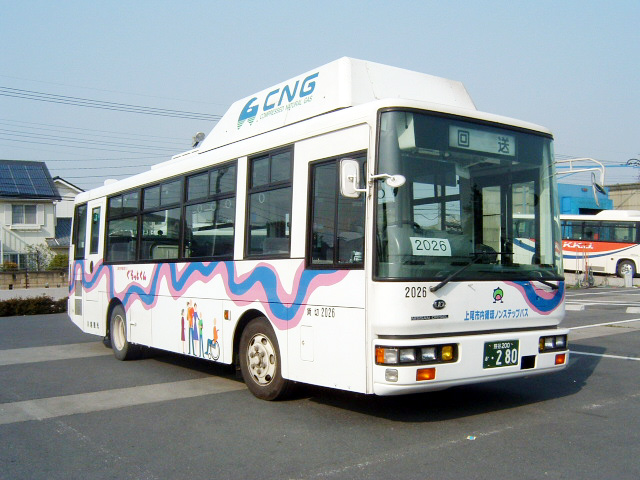
西武学園文理高等学校スクールバス専用車も存在していた。以前の川越営業所が存在していた時代、東武バスから移管された路線をスクールバス路線として引き継いだ際に導入し、東武バスから移籍したLV314の前中扉車が4台在籍（社番0321 - 0324号車）していたが、こちらもすでに引退済み。ただし、この専用車は、0324号車を除いて朝日グループカラーを纏っていたがバンパーが黒色になっているなど異端な存在であった。主にスクールバス運用に対応しており、0324号車については、西武文理学園オリジナル塗装を纏っていた。また、スクールバス運用以外にも、越生駅 - 黒山線などの多客時輸送やイベント輸送に用いられることもあった。上記4台も、排気ガス規制による置換えで引退している。
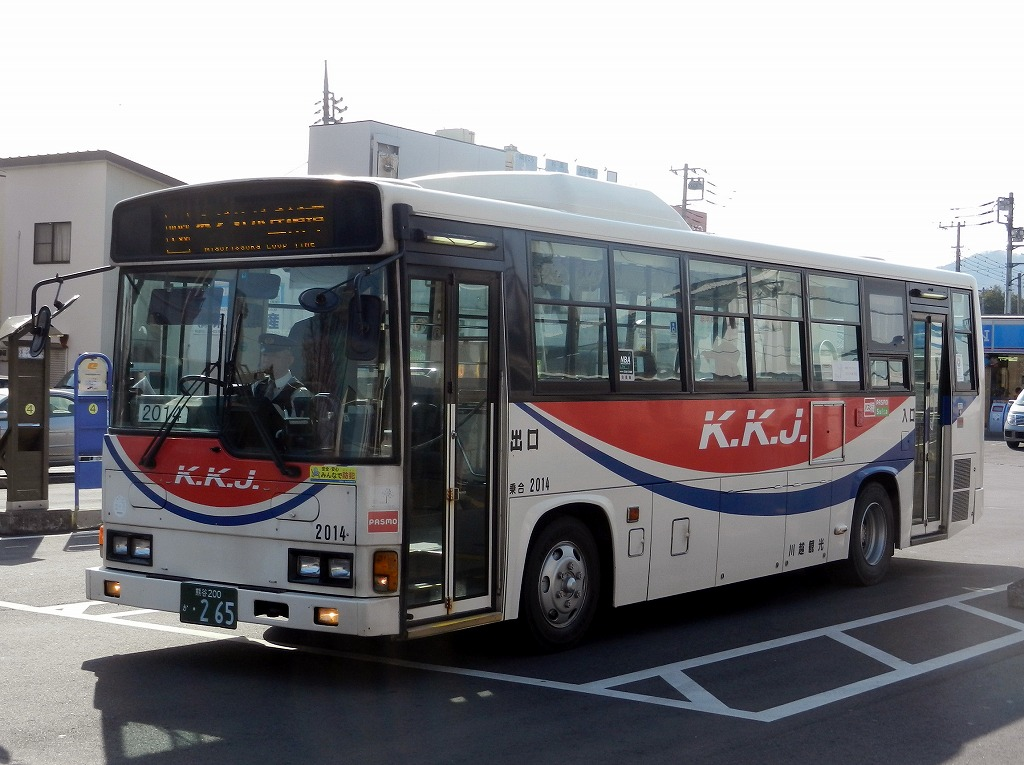
和光市市内循環バスの運行について東武バスから移管を受けたことがあった。この時運用されていたのは、日産ディーゼル・RN（KC-RN210CSN）7m級ワンステップバス3台であった。しかし、2002年以降、営業所からの距離が遠すぎるために東武バスウエスト新座営業所の敷地を借りて留置したことなどから2003年（平成15年）に車両を含め再び東武バスへ移管している。
- 上尾市市内循環バス（ぐるっとくん）用に日産ディーゼル製（車体は西日本車体工業製）CNG車4台（2020・2021・2026・2030）が在籍していたが、2006年10月1日に東武バス上尾営業所へ移管されたことに伴い車両も譲渡された。
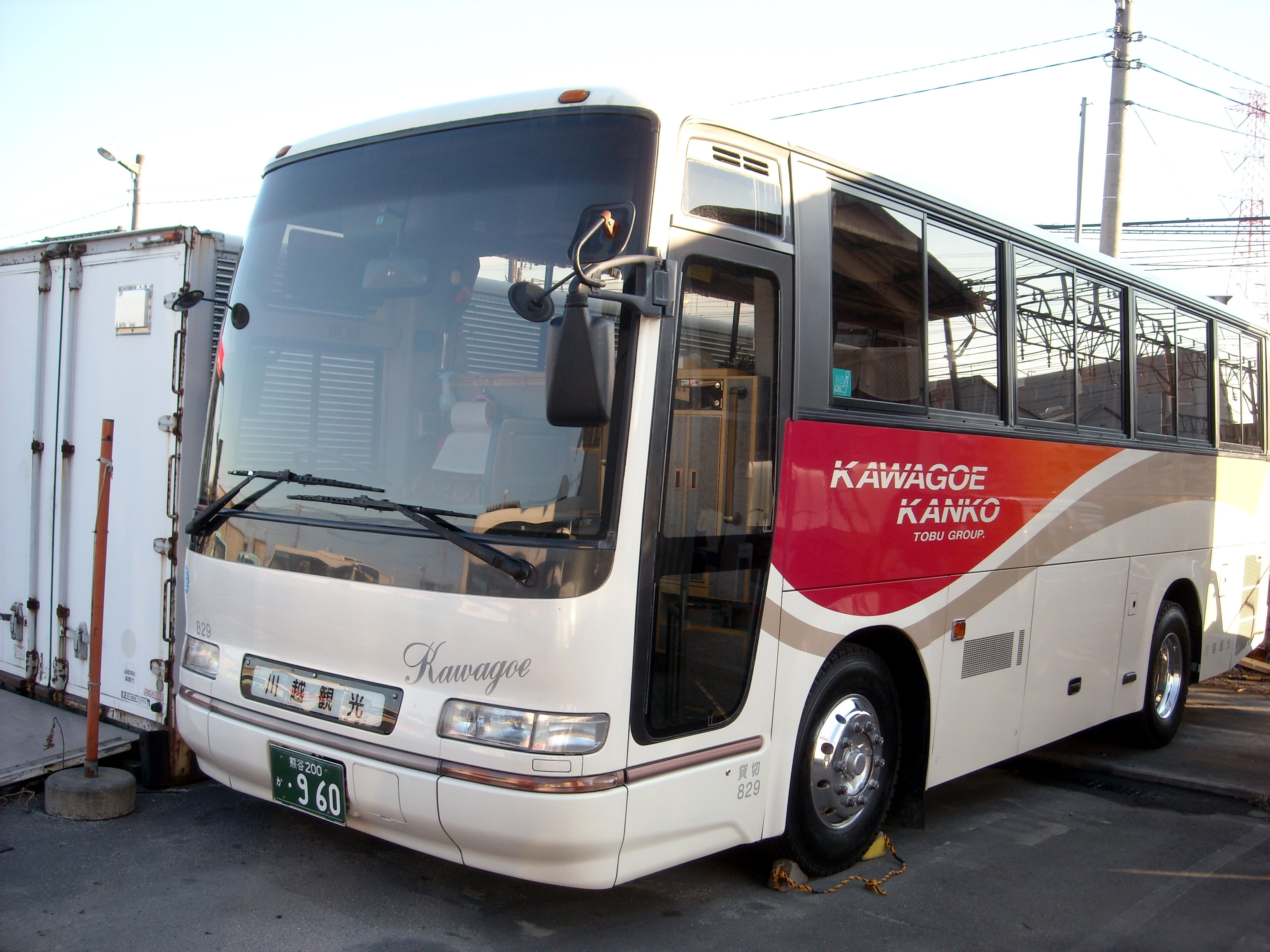
東武鉄道より2001年に移管を受け転籍した東松山市内循環バスのリエッセ・初代3001号車は2007年4月に除籍となった後も3002号車は残り、梨のペイントを剥がし、フロントには貸切時代の「KAWAGOE」と表記の上貸切登録に切り替わりICカード対応改造を受け、各循環路線共通予備車として在籍していたが、2015年に除籍された。
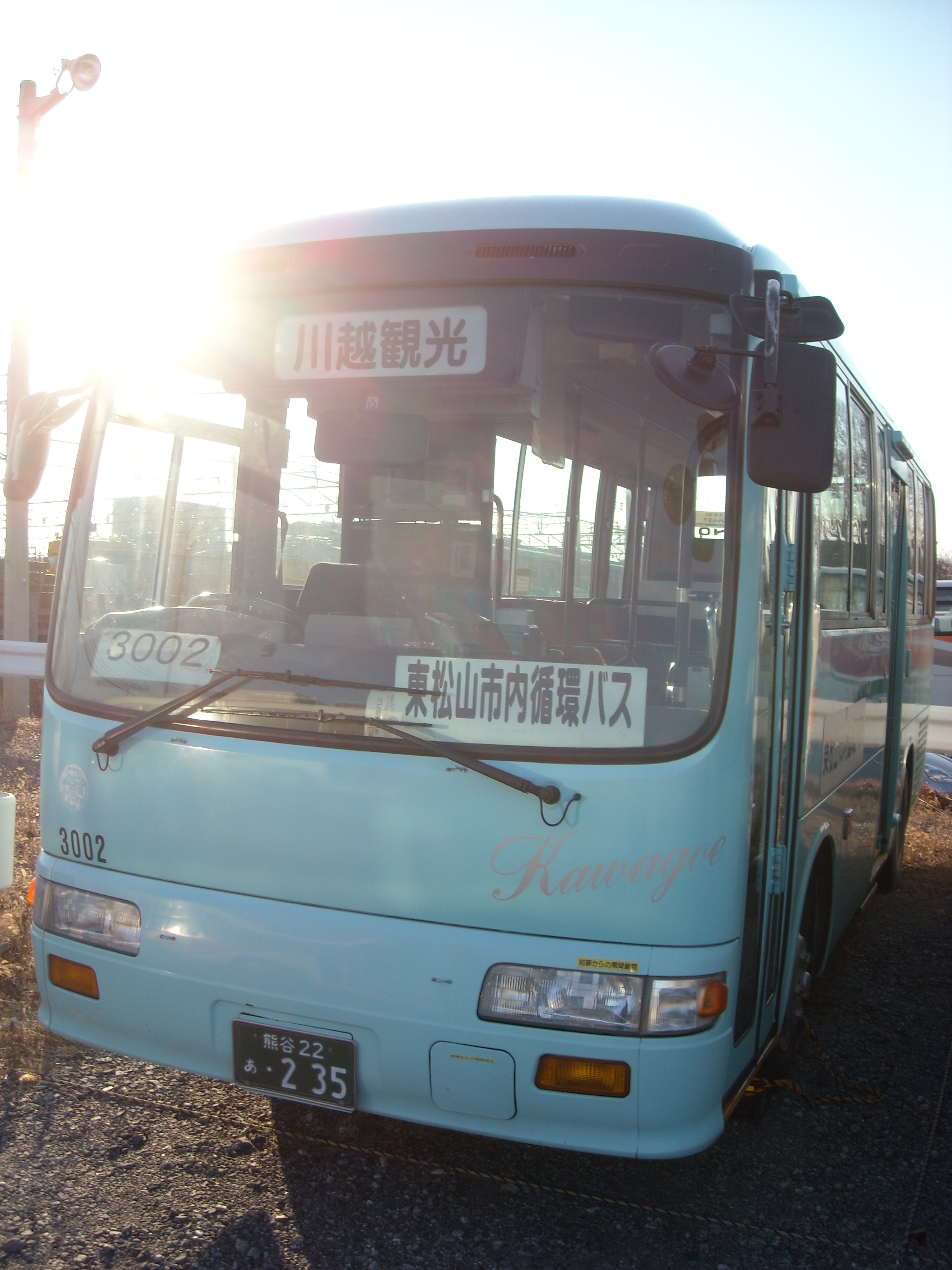
主に目白台団地循環線に使用されていた小型路線車、日野リエッセ3003号車も廃車となった（同車は以前東松山市内循環用の予備車として運用されることもあった）
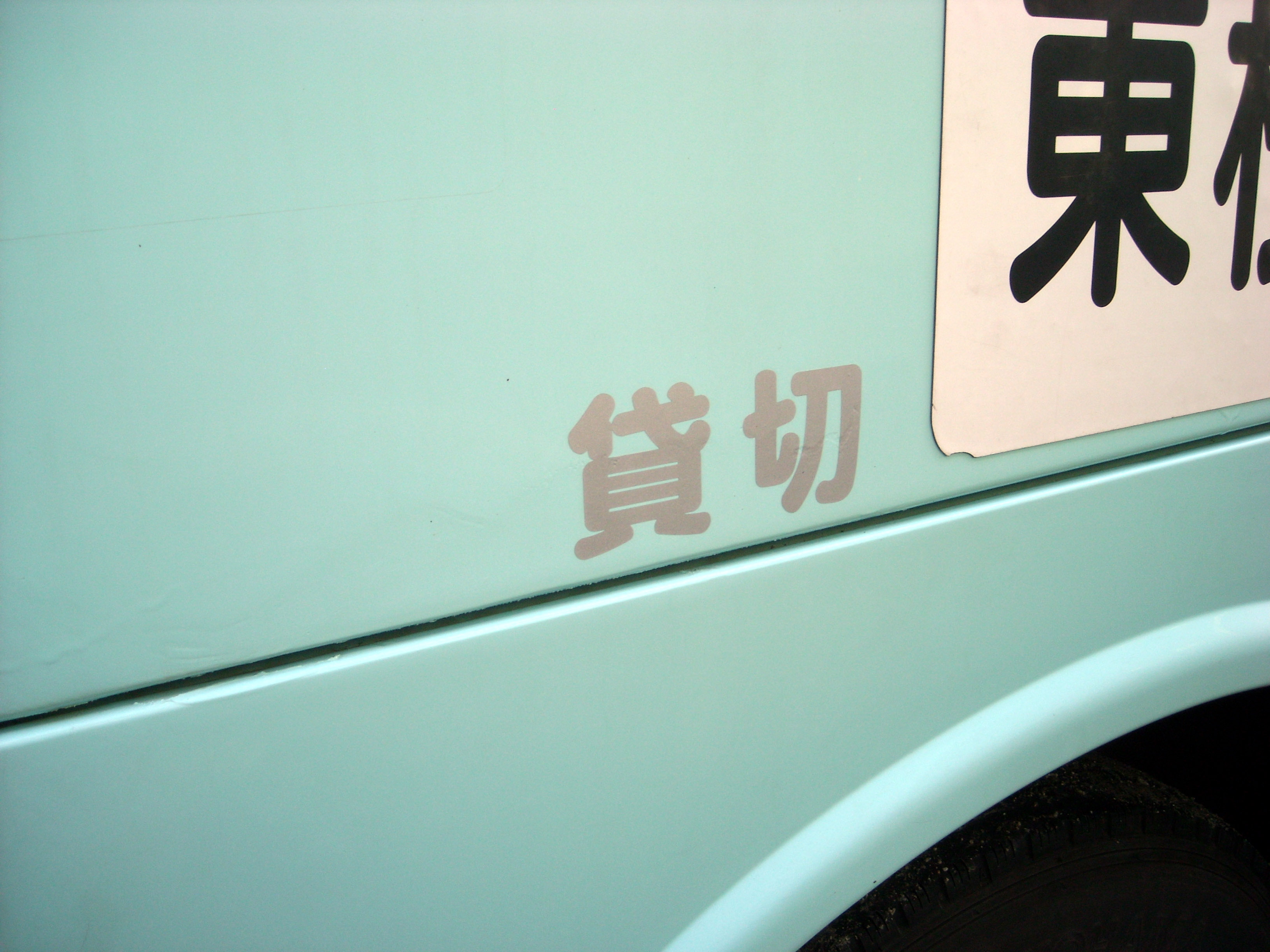
初期の中型路線車にも廃車が出ており、川越観光が路線バス事業を開始した際導入されたいすゞKC-LR333J（富士重工ボディ・1998年式）2台(2016・2017)が2007年7月に除籍されているほか、1999年に導入した2023号車（いすゞジャーニーK）も2013年3月に除籍。最後まで残ったツーステップ自社導入中型路線車2018号車も除籍された。
- 移管時に東武バスから移籍した中型車（全車日野KC-RJ1JJAA）や、初期の中型ATワンステップバスも廃車や他社移籍が進んでいる。1999年に導入された4枚折戸の日野レインボーワンステップ車2022・2024・2025号車も2015年までに除籍された。
- 初代桶川市内循環バス用CNGノンステップバス社2027号車は2009年に一般路線カラーへ塗り替え・一部改造を受け、主にパークタウン五領線やマイタウン循環線の他西武文理線特定運用にも使用されていたが、除籍されている。
- 高速バスの坂戸・川越 - 成田線運行開始時に予備車として導入された、東北急行バスより移籍したいすゞ・スーパークルーザーU-LV771R、5003号車は2007年に除籍されている。
- 貸切専業時代に導入され専業時代の社番付与をされていた0825号車及び、2009年に3桁社番で導入された828号車（いずれも日野リエッセ・トップドア）および中型貸切サロンカー社829号車も除籍されている。
- 2013年に導入された社831号車は2015年に除籍された。
- 2003年に導入された社1030号車（いすゞ・エルガ）は2010年に除籍、国際十王交通に移籍した。（現、国際十王交通 社3000号車）
- - 2028 日野レインボー KK-RJ1JJHK
  - 1027号車
  - 2026号車（上尾市内循環バス「ぐるっと君」用）
  - 2014号車
  - 中型貸切車 社829号車
  - 小型貸切車 社3002号車
  - 小型貸切車 社3002号車の貸切表示

## ワンマン機器
- 運賃箱及びICカードリーダーは全て現在小田原機器製で統一されている。

### 運賃箱
1998年の川越観光バスの路線バス参入時は三陽電機（現・レシップ）製であったが、2001年の入西団地線移管時からバス共通カード対応の小田原機器製RX-LCに順次切り替わった。
2002年の東武バス森林公園出張所移管時、当時の東武バス車両では小田原機器製の運賃箱RC-LCを使用していたが、そのまま引き継ぎ、運賃箱は移管時点で小田原機器製に全て統一されることとなる。
2006年頃から現在使用しているRX-FANへ順次更新を行ったが、これは周辺他社に先駆けての更新で、ICカード導入を見据えての更新だった。現在は東松山市内循環バス用を除く運賃箱搭載車全てがRX-FANで統一されている。尚、東松山市内循環バス用車両では、RX-LCがICカード対応改造を受け引き続き使用されている。
高速バス車両に運賃箱は搭載されていない。
- 前述の西武学園文理高等学校スクールバス専用車であった0321〜0324号車の一部は、越生駅〜黒山線での臨時運転などに備えてRX-LC運賃箱が備え付けられたことがあった。但し、バス共通カードには非対応のままであった。また、東武バスから文理学園スクールバス移管当初、運賃箱とは異なるスクールバス利用券入れが備え付けられていた時期もあった。

### 整理券発行機
運賃箱と同じく当初は三陽電機製のインク式整理券発行機を搭載していたが、東武バス森林公園出張所の移管に際し、当時森林公園出張所で整理券発行機は三陽・小田原の2社製が併用されていたことから、感熱式整理券発行機への更新まで、移管分を含めて三陽・小田原製2社のインク式整理券発行機が使用され続けていた。
しかし運賃箱の更新と時を同じくして小田原機器製SAN-VTN感熱式整理券発行機への更新が開始されると、三陽製のインク式整理券発行機は大多数で姿を消したが、現在もごく一部の車両で残っており、現在使用されているのはいずれも小田原機器製の感熱式、インク式(SAN-V）、三陽電機製のインク式と3パターンが存在する。判別は容易で、小田原機器製の感熱式整理券発行機の外観は白色、インク式整理券発行機の外観は黄色、三陽電機製のインク式整理券発行機の外観は銀色である。

### バス共通カードリーダー（磁気カードリーダーユニット）
2001年の入西団地線でバス共通カードの取り扱いを開始する際に導入した。こちらも小田原機器製で、東武バス森林公園出張所の移管引継の際全て小田原機器製で統一されていたため、これらの機器類もバス共通カード廃止まで使用され続けた。2010年7月のバス共通カード廃止後は、カード挿入口に封がなされていたが、順次取り外しが行われ、2011年9月1日現在、搭載されていた全車両から入口部分に設置されていたカードリーダーと、運賃箱の磁気カードリーダーユニット共々撤去されている。

### ICカードリーダー
2008年9月のICカード乗車券取り扱い開始に併せて取り付けられた。これも小田原機器製で統一されている。高速バス用を除く全ての一般路線バス車両と、東松山市内循環用車両に搭載されている。

### 運賃表示器
全て小田原機器製で統一されている。

### 音声合成案内機・車内放送装置
クラリオン製で統一されている。以前は東松山市内循環バスでクラリオン製のテープデッキが使用されていたが、こちらも全て音声合成装置に統一された。

### 行先表示器
正面・最後部・側面ともに全てオージ製LED表示器を採用している。かつて方向幕表示器は東武バスからの移管分を含めて三陽・オージの2社が併用されていた。また、3014号車に残っている方向幕表示器もオージ製である。

### 降車ボタン
現在はオージ製で統一されている。以前は一部車両及び一部座席でレシップ製の降車ボタンも存在した。これは当初、川越観光バスが路線バスに参入した際に導入した車両の降車ボタンが三陽電機製（現・レシップ）であったことに由来する。

## 共通乗車券及び回数券について

### PASMO
- 2007年（平成19年）3月に首都圏の交通事業者で導入される共通のICカード乗車券サービス「PASMO」は、2008年9月13日に森林公園営業所管内路線バス全路線（高速路線を除く）、及び東松山市内循環バスに導入された。なお、川越観光バスのPASMOの基幹事業者は東武バスセントラルとなり、利用履歴には「東武CE」と表示される。

### バス共通カード
- 1998年4月の路線バス事業開始時にはバス共通カードは使用できず、東武バスから移管された路線においては移管によりバス共通カードが使用できなくなった路線もあったが、2001年4月に東武バスと共同運行を行っていた北坂戸駅-入西団地循環線限定でバス共通カードの取り扱いを開始、その後2002年4月の森林公園営業所開設時にコミュニティバスを除く全路線で利用可能となった。
- 2005年5月に開設された高速バス路線でもバス共通カードの廃止まで利用可能対象外路線であった。
- 川越観光バスで発売されていたバス共通カードの発行事業者は東武バス（東武バスセントラル）であった。
- バス共通カードの廃止等に関する取り扱いについても、東武バス・朝日自動車系列と足並みを揃えて行われ、予定通り2010年7月31日をもって取り扱いを終了した。このため、払い戻しについても東武鉄道または東武バス発行のバス共通カードに限っての取り扱いとなる。

### 回数券
一般路線用回数券については川越観光自動車が路線バス事業に参入した1998年から販売されていたが、2002年4月の森林公園営業所開設時に発売を中止した。但し、既に購入済みの回数券については発売中止後も利用可能となっているほか、2016年現在も川越観光自動車で以前発売した回数券の利用停止について告知されていない。
なお、2013年現在も、東京電機大学理工学部鳩山キャンパス及び山村学園短期大学の学生向けに限り学生用定期券とともに利用路線・区間を限定した特殊割引回数券が発売されている。山村学園短期大学については、オープンキャンパス来訪者にも回数券が渡される。一般販売は行わず、学内のみでの販売となる。

## その他

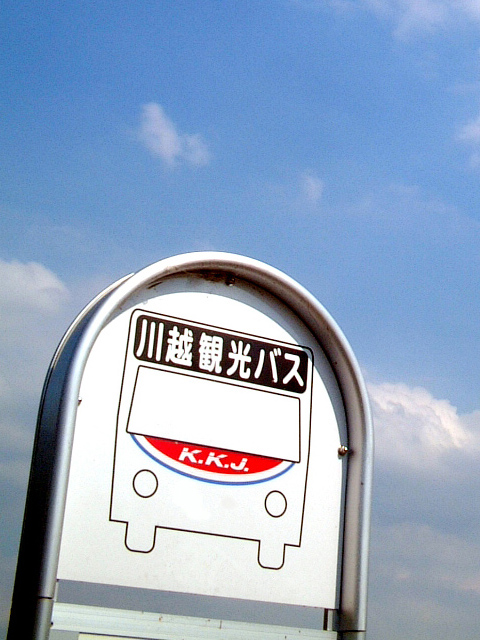
バス停会社名標識デザイン

- 2003年（平成15年）に、国土交通省関東運輸局主催の、『関東・乗合バス100選』に、小川町駅〜白石車庫線と、越生駅〜黒山線が選ばれている[12]。
- 2003年、和光市コミュニティバス運行を東武バスウエスト新座営業所へ移管。僅かな期間ではあったが、朝日バスカラーの東武バス車両が走るという異例の事態となったことがあった。
- 2004年に公開された映画「NIN×NIN 忍者ハットリくん THE MOVIE」のワンシーンに、川越観光自動車の中型車日野・レインボー2022号車が出演している。
- 2006年（平成18年）10月から、上尾市内循環バス「ぐるっとくん」のうち、川越観光自動車にて運行していた路線は、東武バスウエスト上尾営業所へ移管されている。
- 2007年（平成19年）3月1日に、小川町駅〜白石車庫線の運行をイーグルバスに移管。ただし、路線免許は維持しており、七峰縦走ハイキング大会等多客時に運行できるようになっている。
- バス停留所の会社名標識デザインが東武バスグループや朝日自動車系列と異なる独自デザイン及び形状をしている。また、西武文理学園スクールバスの停留所を含め、バス停・バス車内の掲示物類等についても独自デザインのものが多用されているのみならず、車内の一部掲示については、近隣他社ではあまり見かけない『御乗客各位』など独特な言い回しも見られる。さらには2004年頃からバス停名部分の英文併記を推進したり、近年では交通エコロジー・モビリティ財団の標準案内記号によるピクトサインを組み合わせた掲示物[13]も見られるようになった。
- 上尾市内循環バスを運行していた時代には、乗車人数が100万人・200万人達成時にオリジナルチョロQを、300万人達成時にはルービックキューブを発売した。また、桶川市内循環バスの200万人達成時にも共同運行会社である協同観光バスとともにオリジナルチョロQを発売した。
- 2008年に公開された映画「キズモモ。」の主なロケ地である高坂駅でのシーンにて、川越観光自動車の路線バスが出演している。
- インターネット上で公開している運輸安全マネジメントにおいて、開業以来死亡事故ゼロ・重大事故ゼロ・行政処分ゼロと公表している[14]。
  - この記録は2019年2月に小川町駅 - みどりが丘循環線で重大事故が発生したため途絶えている。